# Asclepio (dialogo)
(Marsilio Ficino, Argumento di Marsilio Ficini Sopra Il Pimandro di Mercurio Trismegisto, a Cosimo de' Medici, Padre della Patria)
L'Asclepio è la traduzione latina, attribuita erroneamente ad Apuleio, di un perduto originale greco del II o III secolo d.C., intitolato Logos teleios («Discorso perfetto»).
Noto a Sant'Agostino e a Lattanzio il libro presenta in forma dialogica la rivelazione di una verità filosofica sulla natura di Dio da parte del maestro Ermete Trismegisto all'allievo Asclepio.
Al dibattito tra i due protagonisti sono invitati anche altri due personaggi: Ammone e Tat. I tre nuclei tematici dell'Asclepio sono di tipo teologico, etico - antropologico e cosmologico.
Il testo ha riscosso un successo tale da essere apprezzato soprattutto durante il XV e il XVI secolo da parte di autori quali lo stesso Ficino, Pico della Mirandola, Cornelio Agrippa e Giordano Bruno.
L'esaltazione della condizione dell'uomo, creatura dalla duplice natura -eterea e materiale-, e della divinità la cui bontà è infinita, la funzione della Magia, spesso associata, impropriamente, all'occulto e alla negromanzia, e per questo un argomento delicato tanto da imbarazzare il Ficino e ancor prima Sant'Agostino ne La città di Dio, sono tra i principali argomenti del dibattito.
Il dialogo si compone di 41 capitoli.

## Capitoli 1-5

### Dio: anima dell'universo
Il dialogo inizia con l'invito da parte di Ermete ad Asclepio, suo discepolo, di partecipare ad un discorso divino assai importante: un argomento ricolmo di tutta la maestà divina.
Al dibattito prende parte anche Ammone non prima che Ermete vieti che intervengano anche altri dal momento che, data la pregnanza degli argomenti, tali argomenti potrebbero essere profanati da essi.
Ermete inizia parlando dell'anima che è immortale
Tuttavia non tutte lo sono secondo il modo e il tempo. Asclepio, precipitoso, fraintende affermando che l'anima non è dunque dell'unica qualità.
Ermete lo invita a prestare maggiore attenzione e afferma che il creatore di tutte le cose contiene in sé l'unità e la molteplicità del Tutto, ragion per cui egli è detto "Uno e Tutto"
Gli elementi da cui è stato formato tutto l'universo sono il fuoco, la terra, l'acqua e l'aria, elementi che svolgono una propria funzione diversa ma a rappresentarne l'anima è solo Dio.
Il cielo è amministratore di tutti i corpi; il sole e la luna regolano la crescita e la diminuzione. La molteplicità data da vari elementi racchiusa nell'Unità di Uno.
Tutte le cose si dividono in specie che seguono i loro generi che è il tutto. La specie, dunque, è una parte del genere, come l'uomo lo è dell'umanità. Le specie degli uomini, varie e multiformi, stringono forti legami con molte altre di esse; Ermete afferma che solo quell'uomo, la cui virtù è congiunta agli dèi, si unirà a loro.

## Capitoli 6-16

### L'uomo: una creatura straordinaria
Ermete a questo punto volge il tema del discorso sull'uomo; questi, posto in una posizione intermedia, può, malgrado la parte corporale, unirsi agli dèi in virtù della divinità stessa. Non solo, ma al pari di Dio è amato dalle creature e le ama. 
All'uomo è concesso non solo la ragione, con cui può indagare e pensare Dio, ma l'intelletto, quinta parte che sola viene dall'etere. Solo chi ha acquisito l'intelletto può comprendere cosa riserba il progetto divino.
"L'intelletto non è lo stesso in tutti gli uomini, o Trismegisto?" chiede Asclepio.
Il maestro allora dichiara che molti, anziché partecipare del cammino volto alla conoscenza di Dio, si sono lasciati suggestionare dalla brama di potere e ricchezza.
L'uomo è l'unico essere dotato di una duplice natura: una "essenziale" (l'essenza divina, essenza di cui è composto l'intelletto), l'altra "materiale".

### La duplice natura dell'uomo
Sebbene il corpo sia soggetto ad ogni tipo di tentazione e al fato, svolge una precisa funzione, ossia funge da protezione come una sorta di involucro materiale tanto che l'uomo può ammirare e curare tutte le creature del Dio che si può vedere e percepire con i sensi (il mondo).
Composto della duplice natura altrettanto duplice è il compito affidatogli: ammirare le cose celesti e prendersi cura delle cose terrene.
Ermete precisa che pochissimi hanno acquisito l'intelletto, ossia la possibilità di conoscere Dio e dunque di salvarsi ma altri, a causa della mescolanza delle due nature, si sono fermati ad un livello più basso di conoscenza e dovranno occuparsi delle cose inferiori; tuttavia non è preclusa per essi la salvezza.
L'uomo, mediante quella parte divina, può ascendere al cielo; mentre, a causa di quella materiale, risiede mortale sulla terra al fine di occuparsi di tutto ciò che è stato affidato da Dio. Per adempire a ciò potrà utilizzare quattro componenti: spirito, intelletto, memoria e la previsione.

### La salvezza
Se adempirà a tutto questo, ossia se venererà Dio con pietà e tutelerà le cose della terra, l'uomo otterrà un premio (quello della salvezza):
Con quale premio credi sarà ricompensato?
Tutti questi compiti abbracciano una filosofia che Ermete definisce "vera": adorare la divinità con spirito e animo semplice, venerare le sue opere, rendere grazie alla volontà di Dio, l'unico che è tutto ricolmo di bontà, questa è la filosofia non contaminata da alcuna inopportuna della mente.
Ermete solleva a questo punto una questione: come può giustificarsi l'esistenza del male nel mondo?
In verità Dio non ha in nessuno modo creato il male; al contrario, ha dotato l'uomo di intelletto, scienza e conoscenza, facoltà mediante le quali egli può superare la sua condizione terrena fuggendo le insidie e i vizi del male.

## Capitoli 17-22

### L'intelletto
Il dialogo prosegue soffermandosi sul soffio vitale di Dio che muove tutte le specie del mondo; la materia costituisce il corpo, il soffio vitale l'anima e l'intelletto. Ermete lo identifica con la luce che pervade l'anima umana, e una volta unitosi ad essa, si fonde in un'unica sostanza tanto che tali anime non sono più tentate dalle illusioni e dall'errore.

### I generi degli dèi
Avendo affermato che l'anima degli dèi è l'intelletto, Ermete dichiara che i generi degli dèi sono due: intellegibili e sensibili. I primi sono autori di tutte le specie; i secondi- sensibili- sono coloro la cui esistenza ha un autore. Tra questi vi sono gli Oroscopo, ossia gli astri sempre fissi nello stesso luogo, il cui Signore è detto Onniforme.

### L'Uno-Tutto
Ermete, in seguito, introduce una dottrina assai importante: Dio in quanto Uno-Tutto; ogni cosa è retta da quel sommo governatore che è Dio, il quale non può definirsi una molteplicità ma una vera e propria unità. Tutte le cose dipendono dall'Uno, sebbene, viste separatamente, sembrino essere molteplici.
L'Uno-Tutto, di conseguenza, pregno della fecondità di entrambi i sessi genera, mediante un atto di volontà, tutto ciò che vuole creare.

### L'unione tra i due sessi: un atto creativo e divino
Ermete afferma con forza che non solo in Dio ma anche nella natura delle cose vi è la possibilità di generare e che l'unione dei due, Amore o Venere, riproduce lo stesso atto d'amore, atto che Dio esegue nella generazione di una creatura. Malgrado la nobiltà di questo atto, così dolce e misterioso, non sono i pochi che deridono e lo concepiscono solo come semplice atto di fornicazione.

## Capitoli 23-29

### L'uomo e Dio: un rapporto parallelo
Ritornando di nuovo al discorso della duplicità della natura, Ermete, adottando il concetto noto come teologia dell'immagine, rimarca il parallelismo Dio-Uomo: come il primo, anche l'uomo è autore degli dèi che si trovano nei templi; non solo va verso di lui, ma sa anche creare gli dèi.
Le immagini degli dèi create dagli uomini sono formate sia dalla natura divina, più pura, sia da quella materiale, ossia la materia di cui sono composte.
Ed è quel punto che Asclepio interviene chiedendo se stia parlando delle statue. 
Sono, esattamente, le statue animate dal soffio vitale che compiono cose mirabili e che predicono il futuro, le profezie e i sogni. Tali statue possono provocare malattie o curarle.
Da qui Ermete esalta la sua terra l'Egitto in cui la creazione di statue è particolarmente intensa:

### La profezia
Ma è a questo punto che Ermete introduce una profezia dichiarando che un giorno tutti i culti egiziani saranno dimenticati e che i posteri non crederanno più. Aggiunge, con tono amaro, che un popolo vicino, barbaro, abiterà la terra del Nilo. 
Asclepio si dispera e il suo maestro preannuncia ancora altri mali, ben peggiori di quelli preannunciati: gli uomini saranno dominati dalla crudeltà così che tutto il mondo, opera di Dio, sarà disprezzato; ci saranno continue guerre e rapine.
Tuttavia Dio interverrà eliminando ogni male ripristinando l'antico ordine e Dio sarà celebrato di nuovo con inni di lode e benedizione. Ermete conclude rivelando che gli dèi della terra saranno collocati in una città al limite estremo dell'Egitto, ossia in Libia.
Non volendo continuare ulteriormente, interrompe bruscamente il discorso introducendo una nuova tematica.

### La morte del corpo e il giudizio dell'anima
Ermete afferma che la morte è effetto della dissoluzione del corpo; l'anima, separata dal corpo, sarà giudicata da un demone supremo. A seconda che essa sia pura o macchiata dai peccati, si eleverà in alto o precipiterà in basso, in preda ad una tempesta eterna.
Da qui Ermete marca la distinzione tra buoni e cattivi; i primi pii e devoti venerano Dio mentre i secondi vivono nelle tenebre compiendo continuamente nefandezze.

## Capitoli 30-36

### Dio, l'eternità e il mondo
Ermete si sofferma su Dio e sul mondo enunciandone le proprietà; Mentre nel mondo la dimensione temporale è ciclicamente presente, mediante il mutare degli agenti atmosferici e i criteri convenzionali adottati dall'uomo, in Dio l'unica dimensione è quella dell'eternità, della simultaneità. Dio governa eternamente tutte le cose; così il mondo non perirà mai e come Dio dota gli essere viventi di tutto il fabbisogno necessario. Tuttavia, dal momento che nel mondo scorre il tempo e tutto muta e si muove, solo Dio e l'eternità godono del principio di immobilità. Entrambi sono infiniti, eterni e immobili.

#### L'intelletto di Dio, del mondo e dell'uomo
Ermete continua affermando che vi sono ben tre intelletti: quello di Dio, del mondo e dell'uomo.
L'intelletto di Dio è santo, eterno, non corruttibile; quello del mondo è accoglie tutte le specie viventi ed è il luogo in cui si succedono ciclicamente l'alternanza delle stagioni ed altri eventi naturali; infine quello umano rimembra tutti i dati sensibili
Mentre l'uomo, solo sforzandosi con la mente, può conoscere l'intelletto del mondo quest'ultimo non ha bisogno di sforzo alcuno.
L'uomo può conoscere indagando le proprietà del mondo ma per quanto riguarda la conoscenza di Dio e dell'eterno avrà sempre una conoscenza limitata e opaca.

### Spazio, vuoto, forma del genere
Ermete volge la sua attenzione sul concetto di spazio e di vuoto: il vuoto non esiste e mai esisterà; il termine spazio in sé è privo di significato, significato che viene acquisito considerando cosa contiene. Dunque il mondo non è vuoto ma si presenta come ricettacolo delle forme sensibili.
Soffermandosi di nuovo sul genere, Ermete afferma che gli individui, pur appartenendo ad uno stesso genere (tutti gli uomini fanno parte della stessa umanità), sono diversi l'uno dall'altro; la forma del genere resta, dunque, immutabile a dispetto del mondo.

## Capitoli 37-41

### La costruzione delle statue
Ermete ritorna nuovamente a parlare delle statue con cui l'uomo ha la possibilità di creare le divinità. Con questa arte, gli uomini dal momento che, in passato, non potevano riprodurre le anime stesse, le introdussero nelle statue stesse, con misteri sacri e divini; in questo modo tali effigi possono, ancora, fare il bene o il male. Alla domanda di Asclepio in merito alla natura di questi dèi terreni, il suo maestro dichiara che le erbe, le pietre e aromi sprigionano la forza naturale della divinità. Attraverso continui inni e lodi,"il soffio vitale" dell'uomo, questi diventa artefice degli dèi. Questi dèi, a dispetto di quelli celesti, giovano all'uomo predicendo le cose future e giungendo in soccorso di quest'ultimo.

### Destino, necessità e ordine
Essendo curioso del loro operato nel mondo, Asclepio chiede se siano essi a governino il destino
Ermete definisce il destino come necessità che vincola tutte le cose che accadono; necessità e destino quindi sono unite tra di esse. Ad essi segue l'ordine, ossia la successione nel tempo delle cose che accadono. Tutti e tre sono stati creati da Dio e si inscrivono in una legge immutabile, perpetua e quindi eterna.
Dopo la dottrina del fato i presenti stanno per congedarsi ma decidono prima di omaggiare Dio dedicandogli una preghiera. In essa Ermete loda Dio per il suo amore, per l'intelletto con cui lo si può conoscere e lo esorta ad accompagnare tutti coloro che vogliono conoscerlo.

## Morale e intelletto
A differenza di tutti gli altri testi contenuti nel Corpus Hermeticum, quello dell'" Asclepio" marca fortemente la propria attenzione sull'operato dell'uomo. L'acquisizione dell'intelletto e di conseguenza della salvezza è un processo graduale accessibile a tutti. Si tratta della libera scelta che ciascun uomo può fare. Tuttavia, anche chi non ha acquisito l'intelletto ma risiede nei gradi inferiori della conoscenza- scienza e intelligenza- può accedere alla salvezza. Partecipando del processo graduale volto alla conoscenza di Dio e al suo progetto, l'uomo può raggiungere uno stato di beatitudine: l'anima è pervasa da una luce e può finalmente liberarsi dall'errore e dalle impurità. Una volta raggiunto un tale stato, l'uomo coglie le cose nello stesso sguardo con cui le soglie Dio. Voler conoscere Dio significa coltivare la filosofia vera, ossia svolgere due compiti principali: venerare Dio e occuparsi delle cose terrene. La conoscenza dell'intelletto richiede inoltre un grande sforzo per l'uomo; è necessario che la brama per i beni terreni- ricchezza, potere- sia abbandonata al fine di prendere consapevolezza della nostra natura divina.

## Fato, necessità e ordine
Dapprima Ermete afferma che molti hanno identificato il fato o con Dio stesso, o con l'ordine di tutte le cose celesti e terrene o con il mondo o con la causa che produce le cose.
Il fato, a detta di Ermete, è il principio delle cose; la necessità porta a compimento quanto è stato avviato dal fato e l'ordine dispone una sequenza temporale all'interno della quale si compiono le cose. Se Dio coincide o meno con la nozione di fato, ciò viene smentito nel capitolo 40 dove Ermete dichiara che fato, necessità e ordine sono prodotti della volontà di Dio.

## Intelletto, ragione, gnosi
Dopo aver esposto la dottrina del fato e prima di terminare il suo discorso, Ermete invita i suoi discepoli a celebrare Dio mediante una lode. Con essa tutti ringraziano Dio per aver concesso agli uomini l'intelletto, la ragione e la gnosi.
Ciascuno di essi svolge una funzione significativa volta alla conoscenza di Dio; l'intelletto serve a conoscerlo, la ragione a pensarlo e la gnosi infonde uno stato d'animo lieto dato dall'acquisizione della conoscenza di Dio. La gnosi è l'intelletto più divino e con essa è raggiunta la meta del cammino spirituale.

## La Magia nell'Asclepius e le perplessità di Ficino
Uno dei problemi più spinosi per il Ficino, sorti durante la traduzione del Corpus Hermeticum, eseguita nel 1463, è quello riguardante la tematica della magia.
Ficino, consapevole del giudizio negativo di S.Agostino nei confronti di questa arte, lo ignorerà negli scritti successivi sebbene ritenga che quest'arte sia sottoponibile a condanna religiosa.
Nel De Vita, Ficino giunge ad una soluzione sostenendo che Plotino aveva affermato che le statue non ricevano propriamente le divinità ma degli spiriti naturali, ossia quelli dell'aria. Del resto, Ermete aveva creato con la telestiké delle statue usando piante e aromi che possedevano una potenza demonica dentro di sé. Il tipo di magia da praticare, dunque, è quello della magia naturale; come afferma nell'Epitome dell'Apologia di Platone, Ficino convalida (parzialmente) l'arte della magia naturalizzandola: la natura stessa, "in quanto maga", ha delle proprietà derivanti dall'attrazione di elementi simili o dalla repulsione di quelli dissimili.